# おちこぼれフルーツタルト
『おちこぼれフルーツタルト』（英語: Dropout Idol Fruit Tart）は、浜弓場双による日本の4コマ漫画。『まんがタイムきららキャラット』（芳文社）にて、2015年1月号から3月号までのゲスト掲載を経て、同年の7月号から連載を開始した。公式での略称は「おちフル」。東京都小金井市を舞台に、芸能界で落ちこぼれのヒロインたちが自分たちの家である寮の取り壊し危機を救うためにアイドルユニットを結成して活動する物語。
また、テレビアニメ『あんハピ♪』の放送枠において、まんがタイムきらら史上で初めて単行本が発売される前に単独のCMが組まれた。

## あらすじ
ラットプロダクションの第4寮（通称「ネズミ荘」）には売れない芸能人の女の子たち、元子役の関野ロコ、ミュージシャンの貫井はゆ、モデルの前原仁菜が集まり、共同生活を送っていた。そんな場所にアイドルになることを夢見て上京した少女・桜衣乃がやってくる。ところが彼女がやってくるのと時を同じくして、売れない彼女たちを抱え込むのを善しとせず寮が取り壊されることが決定してしまう。そこでネズミ荘の住人たちは寮の取り壊しを防ぐべく、マネージャーの梶野穂歩が起死回生の策として立ち上げたリアリティ番組企画「おちこぼれフルーツタルト」に参加することとなり、アイドルユニット「フルーツタルト」を結成して1億円の借金を返済することを目指して活動を始める。

## 登場人物
登場人物の姓はそれぞれ小金井市近辺の町名から取られている。名は「いろは歌」に由来し、それぞれの頭文字を繋げると「いろはにほへとちりぬるおわか」（イノ・ロコ・はゆ・ニナ・ホホ・へも・トネ・チコ・リリ・ぬあ・るあ・おと・わか・カヤ）となる。
声の項はテレビアニメ版で役を演じた声優。

### フルーツタルト
ラットプロダクション所属のアイドルユニット。メンバー別にイメージカラーと、イメージとなるフルーツが設定されており、ステージ衣装の色や柄に反映されている。売れない芸能人（新人の衣乃とへもを除く）ばかり寄せ集めて結成したユニットだが、作為性のない素人感を生かしたファンとの距離感の近さを強みとしている。
野外ライブをする際には、マネージャーの穂歩に見せパンを穿いてくるように指示され、へも加入前の4人は水着やタイツを着用するが最後はジャージのズボンを着用したため、穂歩に脱がされてしまう。
メンバー全員の下着購入では衣装として経費で落とすという方法をクリームあんみつのチコに提案されているが、穂歩に見せパンするなら良いと言われている。
5分のミニ番組のタイトルは『おちこぼれフルーツタルト』でアニメと同タイトルである。放送時間帯も深夜24:00〜24:55の1時間番組でクリームあんみつの番組である「あんみつ学園」の直後の深夜24:55〜25:00の5分間で後ろの番組も人気番組なので、深夜の割には高視聴率である。
テレビ番組の視聴率及び、クリームあんみつのライブで同時出演し、さらにチコが姉のロコのことを「姉でフルーツタルトのリーダー」と観覧客に紹介するなど、フルーツタルトの売り込み要素が完全にクリームあんみつに便乗している。
桜 衣乃（さくら いの）
声 - 新田ひより
本作の主人公で、私立小金井学園に通う高校1年生。出席番号は7番。頭には母親（声 - 高橋美佳子）から貰った花形の髪飾りを付け、厚手の黒いタイツを穿いている。衣装の色はピンクで絵柄は桃。好きなものは女の子で、苦手なものはダイエット。好きな音楽のジャンルはポップ。お好み焼きは広島風派。
血液型はO型、身長155センチメートル、体重47キログラム、誕生日は4月4日で15歳、胸の大きさはDカップ、足のサイズは24センチメートル。
ユニットでは作詞を担当。オーディションに補欠合格し、岡山県からアイドルになるために単身上京してきてネズミ荘に入居した。実は幼いころにブロ子の影響を受けており、彼女がアイドルを目指すきっかけにもなった。実家は農家であり、料理が得意である（衣乃が入居するまでネズミ荘は毎食カレーだった。ちなみにネズミ荘のカレーの成功率は1割程）。上京するまでは田舎育ちだったこともあり世事に疎い所があるが、心根が純粋で上京して間もなくネズミ荘の近所の人と仲良くなっており、人の心を掴むことにおいては誰よりも巧みでファン層は老若男女問わない。また、緊張すると催してしまう体質であり、脚やお腹の肉付きが良く、人より「ちょい太」であることを気にしているため、下半身を中心にダイエットをしている。
クリームあんみつのファンでもあり、クリームあんみつと初共演した際にはロコにチコ達の生サインまで欲しいとねだっており、欲望には素直である。その欲望はかなり強く、アイドルや女の子、幼女とみると見境が無くなる事があり、フルーツタルトの仲間全員の抱き枕を購入しようとしたほど。
関野 ロコ（せきの ロコ）
声 - 久保田梨沙
私立小金井中央高校に通う高校2年生。髪にはハート形のピン留めを付けている。衣装の色は青で絵柄はブルーベリー。好きなものは日本文化とフカフカした胸で、苦手なものは子供。好きな音楽のジャンルは落語。お好み焼きは大阪風派。
血液型はB型、身長140センチメートル、体重35キログラム、誕生日は5月5日で16歳、胸の大きさはAカップ。出身地は富山県。男言葉で話す。
ユニットでは振付を担当する。芸歴10年の元子役であり、7年前にCMソング「ブロ子の歌」の「ブロ子」として一世を風靡するが、本人は7年たった今でも「ブロ子」として世間に認知される境遇に不満を抱いており、元の事務所から家出したことで解雇され、幼馴染の仁菜の紹介でラットプロに拾われることになった。ブロ子としての活躍は、衣乃やぬあが芸能界を志すきっかけになるなど、憧れられるほどである。学校のクラスメイトもロコがブロ子として活動していた事を実は知っており、友達がいないという彼女自身の考え（これはロコ自身が人との関わりを避けていただけの模様）に反し、実は密かな人気者である。
メンバーの中では最年長で面倒見が良く、子役のころから培われた計算高さで何かとツッコミ役に回ることが多い。また、幼児体形で身長が低く声も幼いというコンプレックスを抱えており、よく子供と見間違われている。そのため自分よりも身長の高い妹のチコを避けている。身長の関係からユニットのセンターを務めており、本人は否定しているものの、対外的にはフルーツタルトのリーダーとして扱われている。後のリーダー選抜投票の結果、正式にリーダーとなった。妹のチコの存在もあり、困り事があるたびに主に矢面に立たされることが多い。
髪型のお団子は少しでも背の低さを気にして面積を増やそうとした結果である。
クリームあんみつと初共演した際は妹のチコに「姉さん」と呼ばれたが、ロコはチコに対して「クリームあんみつのチコ先輩」とよそよそしく挨拶してはぐらかして、「自分より身長が高い妹なんか知らない」とごまかしてしまう。
大きな胸のふかふかが好きで、落ち込むと（主に仁菜の）胸に顔を埋める癖があるが、仁菜に抱きしめられ窒息しかけることもある。
ブロ子の影響かファン層は20代以上の女性が多め。
穂歩の秘策でブロ子の歌を歌わされるが、穂歩が前事務所にブロ子関係の権利交渉の問い合わせをしたときは「あんなの要らね」と放棄されるほど利用価値がなく、小金井ライブではブロ子の歌を歌ったら観客には懐かしくて大人気だったと大好評だが、ロコ本人がブームから7年も経過しているのに姿が変わっていないので3姉妹以上でロコとチコ姉妹にさらに小学生の妹がいてロコの代理としてステージに出演していると誤解されて妹ブロ子として噂話に尾ひれがついてしまう（中学生で身長が高く有名で人気もあるチコが妹であることは、チコ側から公表されてクリームあんみつのファンで知っている人も多いが）。このファンの勘違いによる小学生の妹ブロ子事件が起き、ロコはショックを受けて小道具のブロッコリーを床に叩きつけてしまう。
貫井 はゆ（ぬくい はゆ）
声 - 白石晴香
私立小金井学園に通う高校1年生。衣乃とはクラスメイトであり、密かに意識している。髪には無数の黒いヘアピンを付けている。衣装の色は赤で絵柄はイチゴ。好きなものは音楽とヒーローもので、嫌いなものは納豆。好きな音楽のジャンルはロック。お好み焼きは広島風派。
血液型はAB型、身長150センチメートル、体重40キログラム、誕生日は6月6日で15歳、胸の大きさはBカップ。出身地は神奈川県。一人称は「はゆ」。
ユニットでは作曲を担当。父親の反対を振り切って家出する形でネズミ荘にやってきており、ミュージシャンとして売れるべく活動していたが、音痴であることを気にしている。朝には弱く、9時より前に起きると性格が暗くなってしまうため、仕事の日などには大好物のイチゴを食べて調子を取り戻している。サバサバしていて明るい性格だが、密かに少女漫画が好きであったり、将来の夢が幼いころからお嫁さんになることであるなど、乙女らしく清純な一面もある。芸能活動に反対する父親から勘当されており、穴の空いた下着や小学生のときの下着を穿き続けているなど、一見すると貧乏な印象を持たせるが、実家はお金持ちで、母親はキャットプロのスポンサー。ネズミ荘に来る前は、道に迷うと遭難する規模の庭を備える豪邸に住んでおり、ネズミ荘に初めて来た時には仁菜達が驚くほど凄い車に乗ってきていた。
そのため世間知らずな所があり、実家から送られてきた高級缶詰を穂歩に騙し取られたり、皆の口車に簡単にのせられるなどチョロい所がある。共学で男子生徒もいるのに、学校ではスカートの下に見せパンなどを穿いておらず、衣乃に階段で目撃されて下着購入に誘われて、フルーツタルト全員で下着購入に行く事になった。
ファン層は女の子と年寄りが中心。
前原 仁菜（まえはら にな）
声 - 近藤玲奈
私立小金井中央高校に通う高校2年生。ロコとは幼なじみでクラスメイト。髪には小さな黒いリボンを付けている。衣装の色は黄色で絵柄はミカン。好きなものは服とアロマと小さいもので匂いフェチ、苦手なものは水を浴びる場所。好きな音楽のジャンルはバラード。お好み焼きは広島風派。
血液型はA型、身長170センチメートル、体重55キログラム、誕生日は7月7日で16歳、胸の大きさはGカップ。出身地は石川県。
ユニットでは衣装を担当。ファッションモデルでスタイルが良く身長も高い。幼いころから服を作って着ることが趣味だったが、すぐに身長が伸びてしまうため着れなくなってしまい、持ち前のスタイルから注目されやすいことと併せて引け目に感じており、人前に素肌を晒すことは苦手である。夜はよくロコのベッドに潜り込んで一緒に寝ている。
フルーツタルトの中では大人しい性格だが小さい女の子が絡むと欲望まみれの衣乃のような行動を取ろうとしたことがある。
元ファッションモデルの才能を活かして、サンプルでもらった水着提供や下着購入時のアドバイスなど衣装の用意で役立っている。そのため衣装に対する思い入れも特に強く、穂歩が番組を盛り上げるためにあえて衣装に穴をあけてグループで困難を乗り越える演出に使った時は普段の彼女からは考えられないほどの強い怒りのオーラを漂わせた。
髪の毛がショートなのは、髪が長いと視線が下に向かい胸にいってしまうため。
その容姿と胸の大きさからファン層は男性全般が中心。アイドル甲子園では他メンバーのカードのレアリティがR（レア）の中、1人だけSR（スーパーレア）に設定されていた。
緑 へも（みどり へも）
声 - 守屋亨香
中学3年生。血液型はAB型、身長145センチメートル、体重37キログラム、誕生日は9月9日、胸の大きさはCカップ。出身地は千葉県。趣味はポエム。頭には赤い紐のリボンを付けており、一昔前に流行したボロムスターというキャラクターの人形を好んで抱いている。また、護身用のスタンガンを持っている。男の人が苦手であり、緊張すると涙が出てしまう。衣装の色は黄緑で絵柄はキウイフルーツ。お好み焼きは大阪風派。
元々はキャットプロ所属のアイドルであり、リリ発案のオーディション「全国で一番の黒髪ツインテールを探せ」では断トツで1位だった実績があるが、本人たっての希望でラットプロに移籍してフルーツタルトに加入した。衣乃と同じく幼いころからアイドルになることが夢であり、衣乃に対しては恋心に近い感情を抱いていて、積極的に彼女に働きかけてはいるが、当人には全く気付かれていない。その気持ちが時には暴走して勝手に衣乃の私物をこっそり持ち出したりする事もあるがテロップ曰く「ギリギリ健全」らしい。一方でお好み焼きの好みなどで衣乃と対立したことがある。
容姿の可愛らしさからかファン層は若い男女が中心。

### クリームあんみつ
大手プロダクションであるキャットプロ所属のアイドルユニット。劇中においては既に名声を得ている「完成されたアイドル」として、落ちこぼれであるフルーツタルトと対比される存在。ステージ上の姿と私生活での姿にはギャップがあり、普段の言動を目の当たりにしたフルーツタルトのメンバーからは「変態さん」などと評されているものの、カメラが回っている本番中では一気にキリッとした雰囲気に切り替わる。

『クリームあんみつのあんみつ学園!』という1時間のバラエティの看板テレビ番組を持っており、1回目の放送の水泳の授業では3人とも泳げないカナヅチとして紹介されて、犬かき50m泳ぎを行う。

ファン層はそういう人間が多いようで、ライブのコールアンドレスポンスが「いっぱい罵ってあげるね」だったり、アイドル甲子園の1000票特典が「罵り券」だったりとフルーツタルトがやや引き気味になるほど。
関野 チコ（せきの チコ）
声 - 佐倉薫
15歳の中学3年生。へもと同じ学校に通っている。血液型はB型、身長164センチメートル、体重46キログラム、誕生日は11月11日、胸の大きさはDカップ、好きなものはロコと子供とフルーツタルトのメンバーで水泳が得意、苦手なものは大人。
クリームあんみつは若手グループの中でも1位の人気を誇っており、リーダーは彼女が務めている。またロコの妹であり、姉よりも身長は高い。全てにおいて姉より優れていることから目の上のたんこぶとして避けられているが当の本人は姉に対してシスコン以上の愛情を寄せている。へもとは同じ中学のクラスメイトであり、似た趣味から意気投合している。
姉のロコを名実共にフルーツタルトのリーダーにしようとしており、野外ライブでフルーツタルトと共演した際にロコをリーダーとして喧伝したり、劇中で行われたリーダー選抜人気投票に多重投票を行ったりしている。
あんみつ学園!放送1回目の水泳の授業ではカナヅチ設定で浮き輪まで使用しているが、実際は水泳が得意で姉のロコと共に小学生時にスイミングスクールに通っていて10歳の時に1級（ロコは12歳の時に8級）でロコを追い抜くほど早く泳いでおり、番組を視聴していた姉のロコにやらせだと言われる。
中町 ぬあ（なかまち ぬあ）
声 - 篠原侑
17歳の高校2年生。ロコ達と同じ学校に通っている。るあの双子の姉。髪型はツインテール。血液型はAB型、身長146センチメートル、体重36キログラム、誕生日は1月1日、胸の大きさはAカップ、好きなものは熱い物と刺激と自分、また一人になることが苦手。チャートでは5位の売れっ子で、るあ共々ロコたちと同じ高校に通っている。
属性の近いロコに対抗心を燃やしているが、小学生のころには彼女の活躍をテレビで見てファンになり、アイドルを志すきっかけとなった。強気で言葉遣いも乱暴で腹黒そうだが、素は恥ずかしがり屋かつドMであり、自身の過去に触れられると途端に弱気になってしまう。結構ドジでおバカな点も目立つため、いつも弄っているるあだけでなく、仁菜やチコですら「虐めたくなるのもわかる」と言われてしまうほど。
高校2年生になった今は、チコの姉で同学年のロコをロリキャラがかぶる上に身長が低くかわいいとしてライバル視して妬んでいるが、小学生の頃はブロ子のCDなどグッズを山ほど買い集めていた。
中町 るあ（なかまち るあ）
声 - 田中貴子
17歳の高校2年生。ロコ達と同じ学校に通っている。ぬあの双子の妹。髪型はポニーテール。血液型はAB型、身長146センチメートル、体重36キログラム、誕生日は1月1日、好きなものは犬・猫・うさぎとぬあ。
基本的にはぬあのたしなめ役で、のんびりとした口調の天然な性格であるが、ぬあ以上に腹黒で、ドSな性格でかなりの毒舌。ぬあの秘密をバラしては反応を見ていじるのが好きだが、かわいいものを前にするとドSさを発揮できなくなるという弱点がある。

### ラットプロダクションのスタッフ
梶野 穂歩（かじの ほほ）
声 - 日笠陽子
フルーツタルトのマネージャー。年齢25歳。血液型はO型、身長165センチメートル、体重51キログラム、誕生日は8月8日、胸の大きさはEカップ、好きなものはお酒とアタリメで大飯食い、苦手なものは上司。目には緑色の眼鏡を掛け、スーツを着ている。出身地は埼玉県大宮市。お好み焼きは大阪風派。
リアリティ番組「おちこぼれフルーツタルト」の企画を通し、ユニットのマネジメントから撮影・編集まで1人で仕事をこなしている。低予算ながらおちフルの5分バラエティ番組の枠を地方局の深夜帯で確保するなど営業能力は高いが、その反面で休日は人一倍だらけてしまっている。また、副業としてFXをやっているが、そのせいで寝不足になりがちである。仕事面ではフルーツタルトのことを考えて行動しているが、基本的に利己的で悪知恵を働かせており、売上のためなら手段を選ばず、お金や高級品、お酒に目が無い一面もある。フルーツタルト（特にロコ）の怒りを買うことも多いが、本人は全く懲りていない。
本町 利音（ほんまち とね）
声 - 巽悠衣子
衣乃とはゆのクラスメイト。血液型はA型、身長160センチメートル、体重49キログラム、誕生日は10月10日、胸の大きさはFカップ、好きなものは歌とアイドル全般で、オシャレが苦手。お好み焼きは大阪風・広島風の両方とも好きだがもんじゃ焼きが一番好き。家族構成は父と母（声 - 植田佳奈）。
3年前に関西から東小金井に転居し、関西弁で話す。頭には黄色いカチューシャを付けている。学校では合唱部に所属しており、歌がとても上手い。フルーツタルトの初ライブを見たことでファンになり、後にフルーツタルトへ企画を提案したことをきっかけとしてアシスタントとなる。また、番組内では「巨乳素人JK」の肩書で人気がある。メンバーの中でも特に衣乃に対しては並々ならぬ感情を抱いている。
フルーツタルトとクリームあんみつの同世代女性のファン代表でアドバイザー的な役割を行う。
アイドル甲子園の際、乙と共にアイドルユニット「モノクロティラミス」を結成し、アメリカ代表として出場した。
実家はお好み焼き店「とね」を営んでおり、本人もお好み焼きが好きで接客は得意だが、料理は得意ではない。
おちこぼれフルーツタルトの企画の一環で、実家のお好み焼き店でフルーツタルトのメンバーがお好み焼きを作る際には、広島風（衣乃、はゆ、仁菜）と大阪風（穂歩、へも、ロコ）で分裂して穂歩を含めて対立してしまうがもんじゃ焼きを推奨して対立回避を図った。大阪風と広島風の対立で、利音の両親が新婚早々に一族を巻き込んで騒動になったという過去がある。

### キャットプロダクションのスタッフ
東 リリ（ひがし リリ）
声 - 前田玲奈
クリームあんみつのプロデューサー。年齢25歳。血液型はA型、身長157センチメートル、体重45キログラム、誕生日は12月12日、好きなものは制服と穂歩とお嫁さん。
入社3年でプロデューサーまで出世したキャットプロの若手のホープ。趣味はコスプレであり、特に好んでいる制服は何着も所有している。また、時間管理が苦手。
あけすけとして気の軽い人柄で、笑顔を絶やさず、皆に優しい性格であるため非常にモテやすい。穂歩は小学生からの幼なじみであり、昔から彼女に入れ込んでいるが、常に自分の先を行くリリに対し当人からは嫉妬されており、「ハラグロ女」「見られて興奮するタイプ」と評されているが当の本人は穂歩のことが好きらしくよく口車に乗っている。
小金 乙（こがね おと）
声 - 堀江由衣
原作第2巻ではキャットプロの跡取り娘にして社長代理として登場。原作第5巻ではキャットプロから独立し、親の融資で新たな事務所「カナリアPRO」を設立する。年齢は19歳で趣味はコスプレ。黒いリボンにウェーブのかかった長い白髪が特徴で、お気に入りのランドセルを肌身離さず身に着けている。普段はその幼い風貌から小学生のように振舞っているが、飛び級してアメリカの大学を卒業した天才であり、その手腕は本物である。また、リリも彼女の前では畏まっており、内には野望を秘めている。フルーツタルトのことはCD発売記念のライブを機に注目・応援している。中でも利音に目を付けており、後にアイドル甲子園の際、利音と共にアイドルユニット「モノクロティラミス」を結成してアメリカ代表として出場する事になる。
貫井 はよ（ぬくい はよ）
声 - 氷上恭子
原作第3巻から登場。キャットプロに出資しているスポンサーで、はゆの母親。父親から勘当されたはゆを陰から援助しており、ウニやタラバガニなどの高級食品の缶詰を仕送りしているほか、原作第3巻（テレビアニメ第11話）では冠番組の視聴率不振にあげぐフルーツタルトに、キャットプロを介した間接的な援助を申し出ている。ただし、はゆを公衆の面前で子供扱いしてからかう言動などから、はゆからは反発されている。

### その他の登場人物
武蔵 和歌（むさし わか）
穂歩の大学での後輩。作曲家。無職。年齢24歳。血液型はAB型、身長156センチメートル、体重49キログラム、誕生日は3月3日、好きなものは穂歩で、太陽が苦手。
常時頭に兎の耳を模したものが付いたヘッドホンを付けている。一日の大半を睡眠やネットゲームに費やしており、長期間音信不通だったことがある。
大学1年の頃に穂歩とリリが一緒に餃子を作っているのを目撃し、この状況を「憧れの生き方」だと考えた。それ以来穂歩に対して好意を抱いており、「未来のお嫁さん」と呼んでいる。
穂歩にアイドル甲子園で披露するフルーツタルトのグループ内ユニットの曲の作曲を頼まれたが、あまり真面目に取り組まず完成したのは披露の3日前だった。
雲雀ヶ丘 カヤ（ひばりがおか カヤ）
テレビ局『西TOKYO NX』のアナウンサー。（同局では作中番組の「おちこぼれフルーツタルト」「あんみつ学園」並びにドル園関連番組を放送している）
いずれフリーになった時キャットプロに拾ってもらいたいという野心があり、チロっ娘。デビューの際のインタビューでは露骨に同プロのチコを忖度した。
名前の初出は6巻だが、1巻でカヤと思しきアナウンサーがテレビ画面に登場している。

## 書誌情報

### 単行本
- 浜弓場双 『おちこぼれフルーツタルト』 芳文社〈まんがタイムKRコミックス〉、既刊8巻（2024年12月25日現在）[91]
  1. 2016年5月12日発行（4月27日発売）、ISBN 978-4-8322-4690-4
  2. 2017年6月11日発行（5月27日発売）、ISBN 978-4-8322-4835-9
  3. 2018年7月12日発行（6月27日発売）、ISBN 978-4-8322-4955-4
  4. 2019年11月12日発行（10月27日発売）、ISBN 978-4-8322-7130-2
  5. 2020年10月10日発行（9月25日発売）、ISBN 978-4-8322-7206-4
  6. 2022年3月12日発行（2月25日発売）、ISBN 978-4-8322-7349-8
  7. 2023年8月11日発行（7月27日発売）、ISBN 978-4-8322-7472-3
  8. 2025年1月9日発行（2024年12月25日発売）、ISBN 978-4-8322-9595-7

### 関連書籍
- 『おちこぼれフルーツタルト アンソロジーコミック』2020年10月27日発売[91]、ISBN 978-4-8322-7224-8

## テレビアニメ
| 原作・キャラクター原案       | 浜弓場双                                      |
| 監督                         | 川口敬一郎                                    |
| シリーズ構成                 | 川口敬一郎、髙橋龍也                          |
| キャラクターデザイン         | 木野下澄江                                    |
| 小物設定                     | 立田眞一、辻上彩華（最終話）                  |
| メインアニメーター           | 佐藤元昭、山本篤史                            |
| 美術監督                     | 海野よしみ                                    |
| 美術設定                     | 長澤順子                                      |
| 美術背景                     | プロダクション・アイ                          |
| 色彩設計                     | 田川沙里                                      |
| 撮影監督                     | 難波史                                        |
| 編集                         | 丸山流美                                      |
| 音響監督                     | 納谷僚介                                      |
| 音響制作                     | スタジオマウス                                |
| 音楽                         | 高田龍一 MONACA                               |
| 音楽プロデューサー           | 水鳥智栄子、斎藤滋                            |
| 音楽制作                     | KADOKAWA                                      |
| プロデューサー               | 元長聡、小林宏之、柏木豊 中東豊和、有水宗治郎 |
| アニメーションプロデューサー | 瀧ヶ﨑誠                                      |
| 制作プロデューサー           | 森岡秀匡                                      |
| アニメーション制作           | feel.                                         |
| 製作                         | おちこぼれフルーツタルト製作委員会            |

『まんがタイムきららキャラット』2019年5月号にてテレビアニメ化が発表され、2020年10月から12月にかけてAT-X、BS日テレほかにて放送された。原作第1巻から第3巻までの内容が、幾つかのエピソードを省略しつつも、おおむね原作に沿った内容で映像化された。AT-Xでは、本編の終了後にミニ番組『おちフルすて〜しょん』が放送された。
『まんがタイムきらら』およびその姉妹誌に同一の作者によって連載された2つ以上の作品がそれぞれテレビアニメ化されたのは、それらの誌上において初のことである。
原作漫画には頭身の変化などの絵柄の変遷があるものの、テレビアニメ版は掲載誌の作風を出しやすいという理由により、原作第2巻頃の頭身を目安にして統一された。
当初は2020年7月からの放送を予定していたが、新型コロナウイルス感染症の影響で延期となった。ただし監督の川口によれば、延期された分だけブラッシュアップの作業に時間を割くことができたとしている。
第9話ではロンドンブーツ1号2号の田村淳と天津の向清太朗がゲスト出演している。
作品の舞台とアニメーションを手がけるfeel.の本社所在地は同じ小金井市である。

### 楽曲
本作の主要登場人物を演じる出演声優が、劇中のアイドルユニット名義で主題歌や挿入歌を担当している。

#### 主題歌
「キボウだらけのEVERYDAY」
フルーツタルトによるオープニングテーマ。作詞は安藤紗々、作曲・編曲は神田ジョン。
随所に登場人物の台詞が入り、曲の展開が次々と変化する、賑やかなキャラクターソング調の主題歌。歌詞は、登場人物をグループ名にちなんで洋菓子のタルトに例え、失敗からの巻き返しを歌った内容となっている。
「ワンダー!」
フルーツタルトによるエンディングテーマ。作詞は安藤紗々、作曲・編曲は大和。
視聴者を癒やしたり励ましたりするような内容の歌詞で、レトロゲーム風の音を用いる、チップチューンの要素を取り入れた曲となっている。

#### 挿入歌
原作漫画の劇中に登場する歌に曲をつけたものが劇中歌として流れる。原作漫画では具体的な歌詞の内容についての言及がなく曲名のみ設定されていた歌にも歌詞がつけられている。フルーツタルトによる劇中歌は、高校生である登場人物らが自分たちで作詞作曲や振り付けを行っているという設定を反映して、曲やダンスもゆるめな「良い意味での素人感」が意図されている。劇中におけるアイドルたちのダンスシーンの振り付けは、ダンサーの実演によるモーションを簡易的な3Dとして取り込み、それをガイドにして手描きで作画するという手法が用いられた。
「ネズミ戦隊ネズレンジャー」
関野ロコ（久保田梨沙）、貫井はゆ（白石晴香）、前原仁菜（近藤玲奈）による劇中歌。作詞は安藤紗々、作曲は島みやえい子、編曲は二村学。
劇中でははゆ・ロコ・仁菜の3人で作った歌という設定。衣乃の入寮を歓迎するため、はゆの提案により即興で作られたネズミ荘のテーマ曲という設定で、劇中ではその後もフルーツタルトの持ち歌として登場する。
「ブロ子の歌」
関野ロコ（久保田梨沙）による挿入歌。作詞は安藤紗々、作曲は島みやえい子、編曲は星銀乃丈。編曲者はバックコーラス（かけ声）も担当している。
子役時代のロコが歌っていたCMソングという設定。テレビアニメ版では実際に本編Blu-ray/DVDのCM曲としても使用された。原作漫画にあった歌詞の描写がテレビアニメ版にも反映され、同じフレーズを連呼し続ける歌詞となっている。
劇中では過去の当たり役のイメージから脱却したいロコにとっての因縁の曲として繰り返し言及される。原作の設定ではCDがミリオンセラーを達成したものの、印税方式できなく固定給の買取契約であったため、売り上げはロコの収入にはほとんど入らなかったと言及されている。劇中ではロコが以前所属していた事務所が著作権を保持している設定だが、原作第3巻（テレビアニメ版第12話）では電話での口約束により権利がラットプロに譲渡され、フルーツタルトのライブで歌われる場面もある。
「タルトなキモチ」
フルーツタルトによる劇中歌。作詞は安藤紗々、作曲・編曲は神田ジョン。
フルーツタルトのデビュー曲で、原作におけるフルーツタルトの主要な持ち歌。劇中ではフルーツタルトが作詞・作曲した曲という設定で、主に衣乃が作詞、はゆが作曲を担当したとされ、曲作りに七転八倒するエピソードが描かれている。テレビアニメ版では王道のアイドルソング風の曲調に仕上げられている。
「ブルーの爽快がめちゃShiny!」
クリームあんみつによる劇中歌。作詞は安藤紗々、作曲・編曲は神田ジョン。
テレビアニメ版第5話では本町利音がカラオケで歌う曲として、第6話ではクリームあんみつがライブで歌う曲として流れる。原作にはいずれの場面にも曲名や歌詞の描写がなく、テレビアニメ版が初出。クリームあんみつによるライブの場面は、原作でもフルーツタルトがトップアイドルとの圧倒的な実力差を実感する場面であり、フルーツタルトによる素人感を押し出したライブとは対比される形でスタイリッシュに演出される。
「目指せ!カレーNo.1!」
フルーツタルトによる挿入歌。作詞は安藤紗々、作曲・編曲は大和。
ネズミ荘の定番メニューであるカレーライスを題材にした曲。原作漫画では「タルトなキモチ」のカップリング曲という設定で、同曲の作曲を巡る紆余曲折の中で副次的に作られたという設定。原作では詳細な歌詞や、その内容に困惑しつつも盛り上がる聴衆のリアクションが描写されている。テレビアニメ版では作曲のエピソードが省かれているものの、原作劇中の歌詞が部分的に反映されており、第8話で登場人物たちがカレーを作る場面で挿入歌として流れる。また、テレビアニメ第10話では原作同様、CD発売ライブの後半に披露され、原作同様にファンが盛り上がるエピソードが描かれた。
「青春の終焉と少女の翼」
クリームあんみつとタルト&あんみつによる挿入歌。作詞は安藤紗々、作曲・編曲は大和。
かつてクリームあんみつが初めてデイリーチャート1位を獲得した時の曲という設定で、原作では断片的な歌詞の描写がされていた。東小金井のライブではクリームあんみつとフルーツタルトの合同ユニットで歌われる。

### 各話リスト
| 話数   | サブタイトル          | 脚本                                  | 絵コンテ       | 演出           | 作画監督                                                                             | 総作画監督                   | 初放送日        |
| ------ | --------------------- | ------------------------------------- | -------------- | -------------- | ------------------------------------------------------------------------------------ | ---------------------------- | --------------- |
| 第1話  | いってきますヒガコ!   | 川口敬一郎 髙橋龍也 [ 注 19 ] [ 124 ] | 川口敬一郎     | ふじいたかふみ | 川村幸祐 佐藤元昭 山崎まさかず                                                       | 木野下澄江                   | 2020年 10月12日 |
| 第2話  | ろっくなしんがっき!   | 伊神貴世                              | こでらかつゆき | 三好なお       | 酒井春佳 陳達理                                                                      | 木野下澄江                   | 10月19日        |
| 第3話  | はじめてのライブ!     | 川口敬一郎                            | 山中祥平       | 山中祥平       | 五十子忍 川村幸祐 佐藤元昭 細田沙織 山崎まさかず 立田眞一 金井裕子 辻上彩華 柳川沙樹 | 木野下澄江                   | 10月26日        |
| 第4話  | にゅーふぇいす!       | 川口敬一郎                            | こでらかつゆき | 渡邊哲哉       | 池森絵美 伊藤依織子                                                                  | 木野下澄江                   | 11月2日         |
| 第5話  | ほんのりストーカー?   | 伊神貴世                              | 川口敬一郎     | 三好なお       | 池森絵美 大村将司 酒井春佳 陳達理 南方麻奈美                                         | 木野下澄江 枡田邦彰          | 11月9日         |
| 第6話  | へんたいあらわる!     | 川口敬一郎                            | 島津裕行       | 土屋浩幸       | 五十子忍 内田陽子 佐藤元昭 山崎まさかず 立田眞一                                     | 川村幸祐                     | 11月16日        |
| 第7話  | とります!おといれ?    | 伊神貴世                              | 山中祥平       | 山中祥平       | 五十子忍 佐藤元昭 細田沙織 山崎まさかず 立田眞一                                     | 枡田邦彰 佐藤元昭            | 11月23日        |
| 第8話  | ちょーすごいカレー!   | 川口敬一郎                            | こでらかつゆき | 工藤寛顕       | 北條真純                                                                             | 木野下澄江                   | 11月30日        |
| 第9話  | りにょうさよう!       | 伊神貴世                              | 川口敬一郎     | 渡邊哲哉       | 酒井春佳 陳達理                                                                      | 木野下澄江                   | 12月7日         |
| 第10話 | ぬめぬめおどれ!       | 伊神貴世                              | こでらかつゆき | 山中祥平       | 五十子忍 北村友幸 細田沙織 劉云留 立田眞一                                           | 木野下澄江 枡田邦彰 佐藤元昭 | 12月14日        |
| 第11話 | るっくあっとあす!     | 川口敬一郎                            | 島津裕行       | 三好なお       | 五十子忍 川島尚 北村友幸 細田沙織 山崎まさかず                                       | 木野下澄江 枡田邦彰 佐藤元昭 | 12月21日        |
| 第12話 | おちこぼれそつぎょう? | 川口敬一郎                            | 川口敬一郎     | 山中祥平       | 北村友幸 佐藤元昭 細田沙織 山崎まさかず 劉云留                                       | 木野下澄江 枡田邦彰 佐藤元昭 | 12月28日        |

各話のサブタイトルの頭文字をつなげるとキャラクターのネーミング同様「いろはにほへとちりぬるお」となり、対応するキャラクターがタイトルバック、タイトルコール、Aパート終了時のアイキャッチ及び次回予告を担当する。

### 放送局
| 放送期間                  | 放送時間                     | 放送局     | 対象地域 | 備考                                       |
| ------------------------- | ---------------------------- | ---------- | -------- | ------------------------------------------ |
| 2020年10月12日 - 12月28日 | 月曜 21:30 - 22:00           | AT-X       | 日本全域 | 製作参加 / CS放送 / リピート放送あり       |
|                           | 月曜 22:30 - 23:00           | TOKYO MX   | 東京都   | 作品の舞台地（小金井市）                   |
|                           | 月曜 23:30 - 火曜 0:00       | サンテレビ | 兵庫県   |                                            |
| 2020年10月14日 - 12月30日 | 水曜 1:00 - 1:30（火曜深夜） | KBS京都    | 京都府   |                                            |
| 2020年10月15日 - 12月31日 | 木曜 0:00 - 0:30（水曜深夜） | BS日テレ   | 日本全域 | 製作参加 / BS放送 / 『アニメにむちゅ〜』枠 |

| 配信開始日     | 配信時間        | 配信サイト |
| -------------- | --------------- | --- |
| 2020年10月12日 | 月曜 22:30 更新 | ひかりTV |
| 2020年10月16日 | 金曜 23:00 更新 | dTVチャンネル |
| 2020年10月19日 | 月曜 22:00 更新 | dアニメストア ABEMA niconico GYAO! FOD バンダイチャンネル Hulu J:COMオンデマンド TELASA U-NEXT アニメ放題 あにてれ Amazonプライム・ビデオ Rakuten TV DMM.com ビデオマーケット HAPPY!動画 ムービーフルplus |

### BD / DVD
| 巻 | 発売日        | 収録話         | 規格品番   | 規格品番   |
| 巻 | 発売日        | 収録話         | BD         | DVD        |
| -- | ------------- | -------------- | ---------- | ---------- |
| 1  | 2021年1月27日 | 第1話 - 第4話  | ZMXZ-14321 | ZMBZ-14331 |
| 2  | 2021年2月24日 | 第5話 - 第8話  | ZMXZ-14322 | ZMBZ-14332 |
| 3  | 2021年3月24日 | 第9話 - 第12話 | ZMXZ-14323 | ZMBZ-14333 |

## タイアップ

### ゲーム
きららファンタジア
ドリコムによるスマートフォン向けアプリゲーム。2020年10月13日より追加参戦し、同時に衣乃、ロコ、はゆ、仁菜が登場。2021年9月14日にはへもも追加で登場している。
Re:ステージ!プリズムステップ
ポニーキャニオン・hotarubiによるスマートフォン向けアプリゲーム。
2021年7月26日から8月30日にコラボ参戦。
なお『きららキャラット』連載作からは『まちカドまぞく』も2020年にコラボ参戦している。

### その他
叡山電鉄
2020年10月3日から2021年3月31日まで、本作のヘッドマークを掲出したデオ720形電車の運行、コラボポスターの掲出、1日乗車券の発売を実施。